# Daniel Mallo Castro
Dani Mallo (Cambre, 25 de gener de 1979) és un exfutbolista professional gallec que ocupava la posició de porter. Va ser internacional espanyol en categories sub-18 i sub-21 i amb la selecció de Galícia.

## Trajectòria
Format al planter del Deportivo de La Corunya, va ocupar la posició de porter suplent durant sis temporades, entre 1999 i 2006. En total, només va jugar tres partits amb el Deportivo a Primera Divisió. A la temporada 2003-04 va ser cedit a l'Elx CF, de Segona Divisió, on va ser titular.
L'estiu del 2006 deixa el Deportivo i marxa al SC Braga portugués, on roman dos anys abans de recalar al Falkirk FC escocès. El 2009 retorna a la competició espanyola, a les files del Girona FC.
L'estiu de 2013, el club gironí no li renova el contracte i fitxa pel CD Lugo.